# Prado (Bahia)
Prado é um município brasileiro no interior e extremo sul do estado da Bahia, Região Nordeste do país. Localiza-se no litoral sul baiano e ocupa uma área de 1 692,1 km², sendo que 13,3 km² estão em perímetro urbano. Sua população foi estimada pelo IBGE em 37 241 habitantes em 2024.
Foi na Praia da Barra do Cahy, no litoral norte do atual município de Prado, que a frota de Pedro Álvares Cabral ancorou no Recife dos Carapebas em 22 de abril de 1500. Entretanto, o povoamento surgiu de uma aldeia de índios que habitavam a margem do rio Jucuruçu. Em 1755, a localidade foi elevada à categoria de vila, vindo a ser reconhecida como cidade em 1886.
O município se desenvolveu sobretudo devido à pesca, agricultura e, mais recentemente, turismo. Prado constitui um relevante destino turístico principalmente por causa de suas praias e falésias em seus 84 km de litoral. Outros atrativos da cidade incluem os bares e restaurantes da área central, os ateliês de artesanatos e a Igreja Matriz de Nossa Senhora da Purificação, fundada no século XVIII.

## História

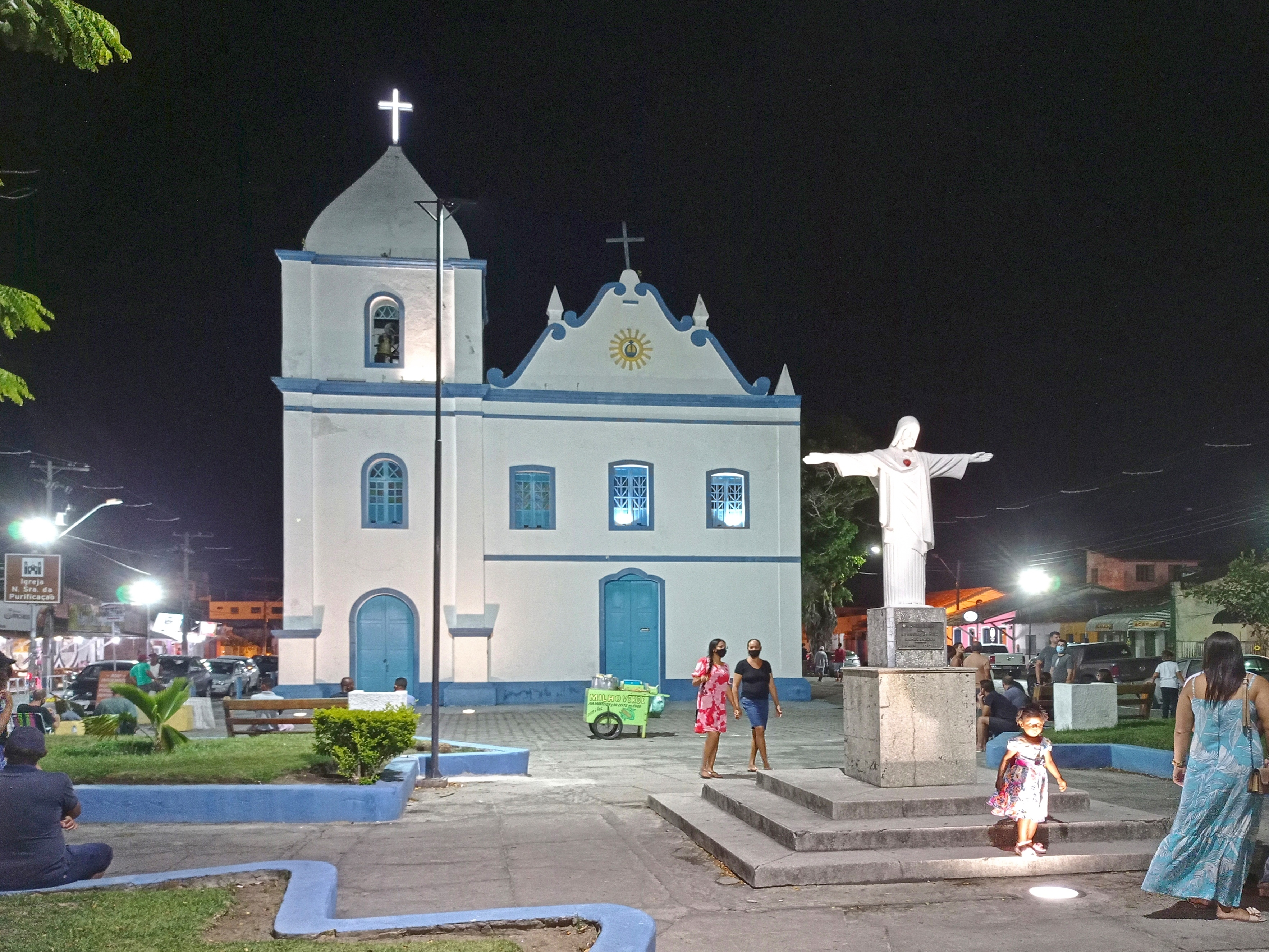
Vista noturna da Igreja Matriz de Nossa Senhora da Purificação

Conforme a história da Certidão de Nascimento do Brasil, foi na Praia da Barra do Cahy, no litoral norte do município de Prado, localidade situada administrativamente em terras pradenses desde 2 de agosto de 1896, que a frota de Pedro Álvares Cabral ancorou no Recife dos Carapebas ao cair da tarde daquela quarta-feira do dia 22 de abril de 1500. Na manhã no dia 23, o subcomandante da esquadra, capitão Nicolau Coelho aportou na foz do rio Cahy numa tentativa de estabelecer contato com os poucos índios aglomerados na praia.
Na manhã do dia 24 de abril, a frota navegou ao norte em busca de um pouso seguro e encontra Porto Seguro e o rio Mutari em Coroa Vermelha, tomando posse do Brasil em nome de Portugal.
O município de Prado surgiu de uma aldeia de índios que habitavam a margem do rio Jucuruçu. Em 3 de março de 1755, a aldeia Jucuruçu foi elevada à categoria de vila, pelo então vice-rei do Brasil Luís Pedro Peregrino de Carvalho e Ataíde. Esta vila recebeu o nome de Prado. A criação da freguesia de Nossa Senhora da Purificação do Prado é datada de 20 de outubro de 1795, data que marca a fundação da atual paróquia.
Pela lei provincial nº 129, de 2 de agosto de 1886, houve a elevação à categoria de cidade. Nesse mesmo ano foram criados os distritos de Cumuruxatiba e Escondido. Contudo, este último foi desmembrado juntamente com o distrito de Jucuruçu para compor o município de Itamaraju pela lei estadual nº 1.509, de 5 de outubro de 1961. Pela lei estadual nº 4.838, de 24 de fevereiro de 1989, Prado cedeu mais uma parte de seu território para a criação do município de Vereda. O desenvolvimento do município se deve sobretudo à pesca, agricultura e turismo.

## Geografia
A área do município, segundo o Instituto Brasileiro de Geografia e Estatística (IBGE), é de 1 692,1 km², sendo que 13,28 km² constituem a zona urbana. Situa-se a 17°20'28" de latitude sul e 39°13'15" de longitude oeste e está a uma distância de 789 quilômetros a sul da capital baiana. Seus municípios limítrofes são Porto Seguro, Alcobaça, Itamaraju e Vereda.
De acordo com a divisão regional vigente desde 2017, instituída pelo IBGE, o município pertence às Regiões Geográficas Intermediária de Ilhéus-Itabuna e Imediata de Teixeira de Freitas. Até então, com a vigência das divisões em microrregiões e mesorregiões, fazia parte da microrregião de Porto Seguro, que por sua vez estava incluída na mesorregião do Sul Baiano.

### Relevo e meio ambiente

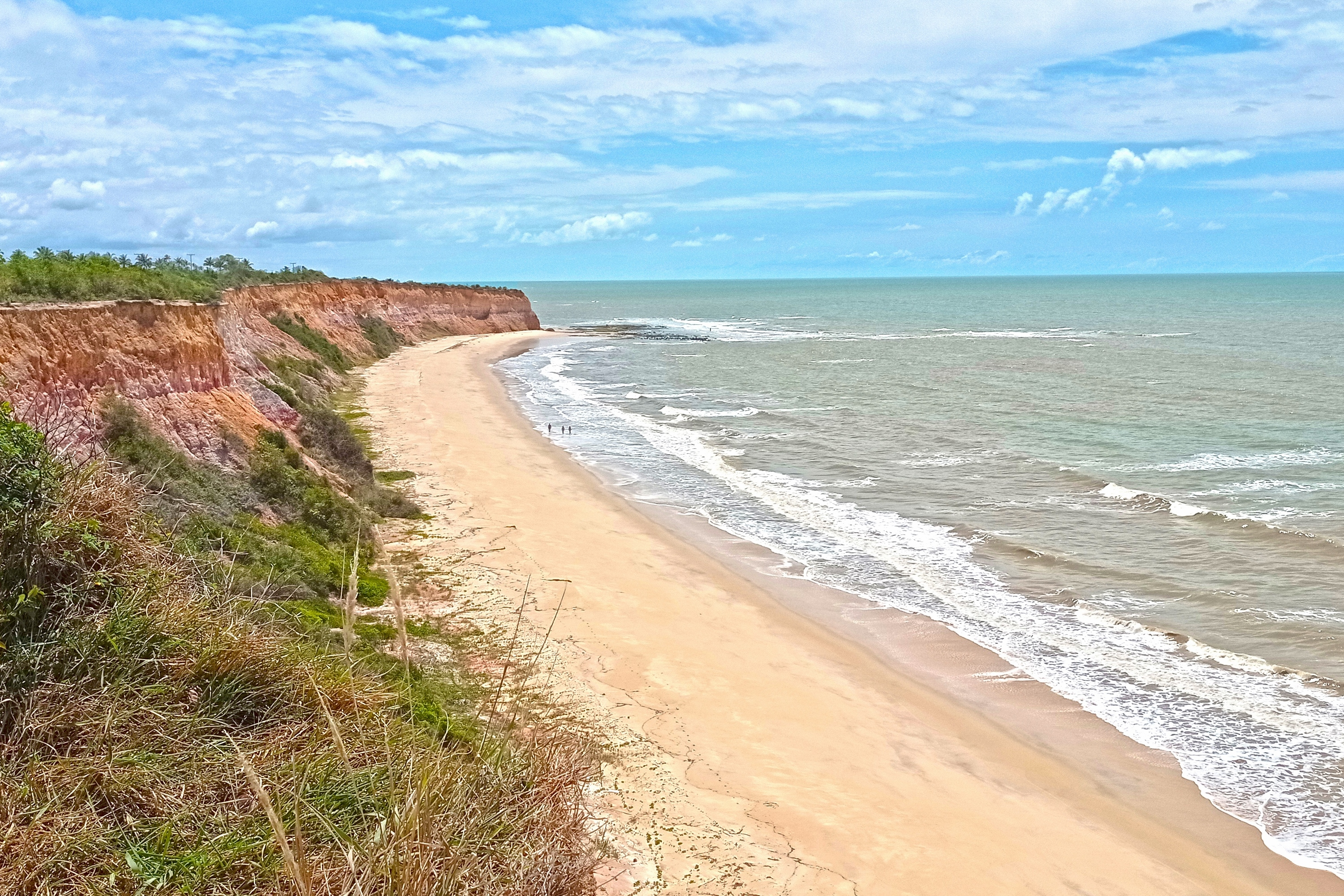
Falésias no litoral de Prado

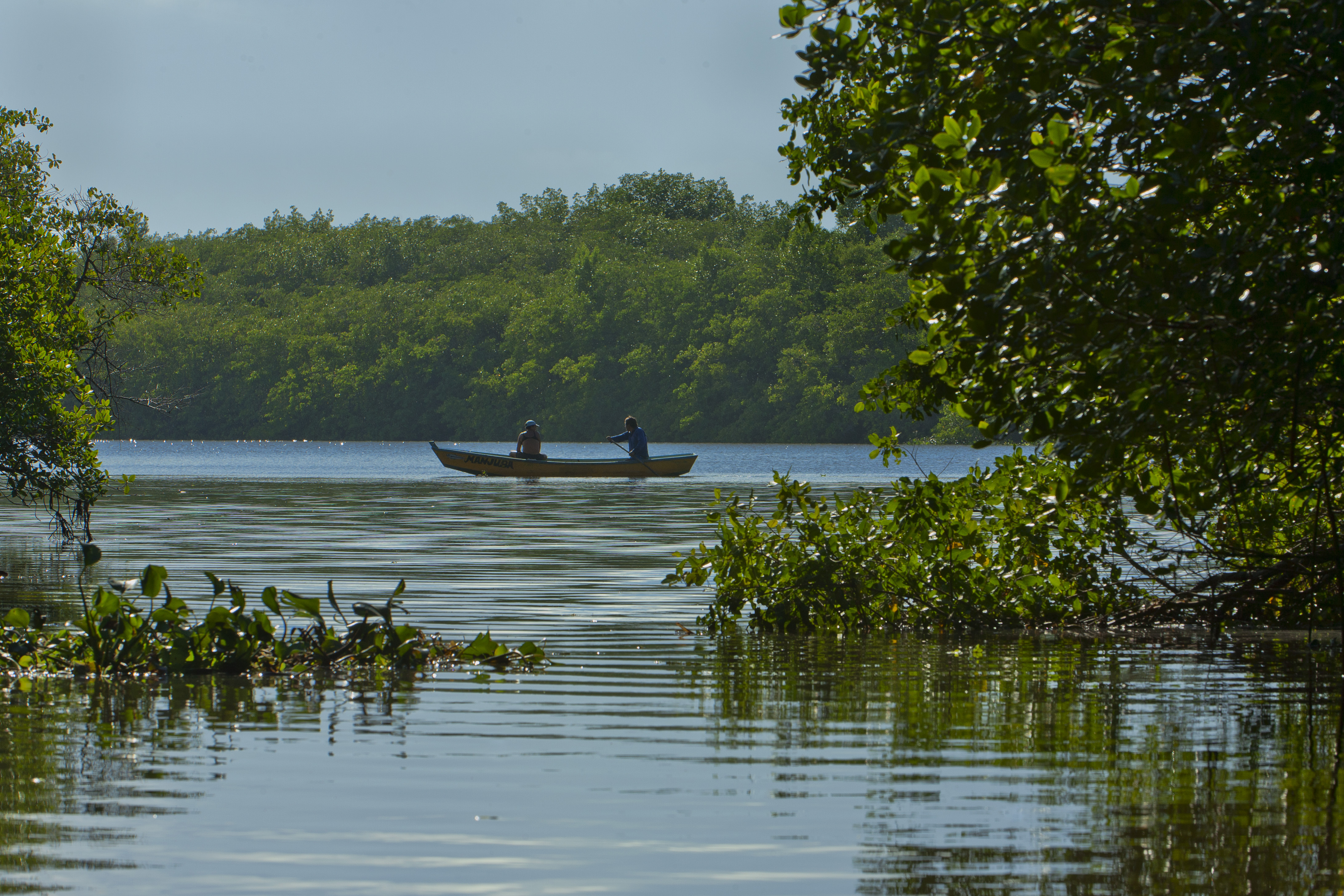
Manguezal na margem do rio Jucuruçu

O relevo de Prado é predominantemente plano com ondulações leves, alternando-se entre tabuleiros costeiros, planícies costeiras, planícies de mangue e planícies fluviais. Os tabuleiros costeiros são o tipo de relevo predominante, caracterizados pelo topo plano com variações bruscas de altitude no encontro com o mar, dando origem a falésias em alguns trechos do litoral. As planícies, por sua vez, ocorrem em menor escala. O rio Jucuruçu demarca a planície fluvial mais representativa e em sua foz no oceano Atlântico, a sul do município, está localizada a cidade, onde as planícies fluvial e de mangue formadas pelo manancial se encontram com um trecho de planície costeira. Essa região relativamente aplainada da costa, na qual se estabeleceu a zona urbana da sede de Prado, é resultado do transporte de sedimentos pelo Jucuruçu e pelo próprio mar no decorrer do Quaternário.
A altitude não ultrapassa os 200 metros, com elevações crescentes à medida que se afasta da costa, que possui 84 km de litoral. Além do rio Jucuruçu, outros mananciais expressivos no município são os rios Cahy e Japara Grande, embora haja uma rede de mananciais de pequeno porte que dão origem a bacias hidrográficas menores. A cobertura vegetal original varia conforme o tipo de relevo. Os tabuleiros costeiros favoreceram o domínio da Mata Atlântica; nas planícies costeiras o solo mais arenoso possibilitou o desenvolvimento da restinga; nas planícies de mangue o encontro entre as águas doce e do mar, sobretudo na foz do rio Jucuruçu, alimentou o surgimento dos manguezais; e as planícies fluviais deram origem às matas ciliares.
A cobertura vegetal passou por transformações profundas desde o Brasil Colônia, com a supressão das matas nativas para dar espaço às lavouras e à zona urbana. Além disso, a cidade já enfrentou problemas com a erosão devido às características naturais relevo e do solo, associadas à remoção sem controle da vegetação, situação que prejudicou construções. O reflorestamento com eucalipto destinado à indústria de celulose é outra forma de ocupação massiva do solo. Os principais remanescentes de mata nativa protegidos em Prado ficam no Parque Nacional do Descobrimento, que possui 22,6 mil hectares e se destina a preservar a Mata Atlântica dos tabuleiros costeiros.

### Clima

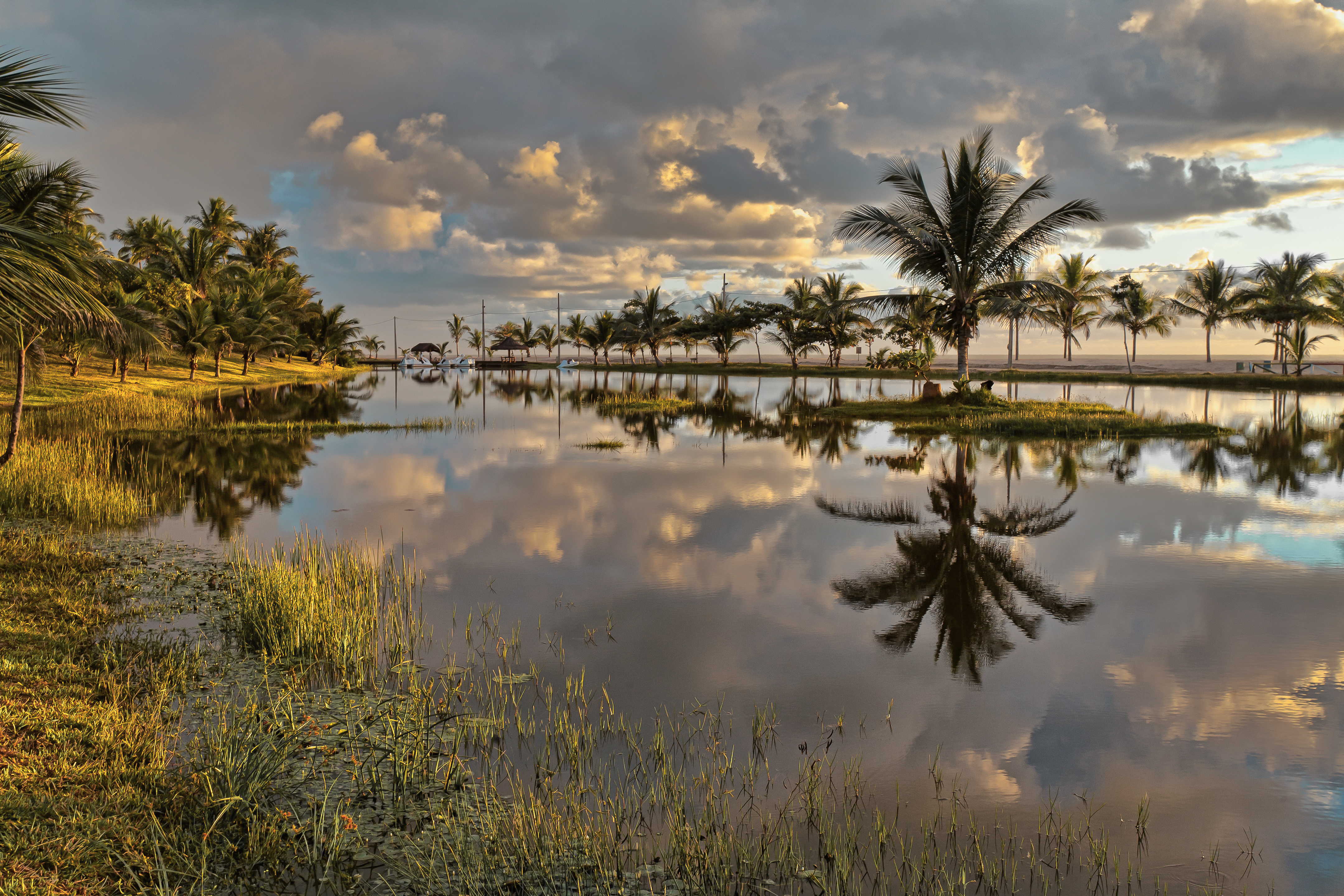
Amanhecer na Praia de Guaratiba

O clima pradense é caracterizado, segundo o IBGE, como tropical quente super-úmido (tipo Af segundo Köppen), com chuvas bem distribuídas entre os meses do ano e temperatura média anual em torno dos 25 °C. Os invernos são amenos e frescos e os verões com temperaturas altas. O mês mais quente, fevereiro, tem temperatura média de 26 °C, sendo a média máxima de 29 °C e a mínima de 24 °C. E o mês mais ameno, julho, possui média de 23 °C, sendo 25 °C e 21 °C as médias máxima e mínima, respectivamente.
Os meses de janeiro e fevereiro são os mais ensolarados, com uma média de 9 horas de sol por dia, enquanto que setembro é o menos ensolarado (6,6 horas). O índice pluviométrico é de aproximadamente 1 125 mm, sendo agosto o mês mais seco e novembro o mais chuvoso. Apesar das chuvas e da umidade relativa do ar bem distribuídas no decorrer do ano, há uma ligeira concentração das precipitações nos meses da primavera e outono, sobretudo entre outubro e dezembro e de março a maio. Episódios eventuais de chuvas extremas e contínuas provocam enchentes e deixam estradas rurais sem condições de uso.
| Dados climatológicos para Prado | Dados climatológicos para Prado | Dados climatológicos para Prado | Dados climatológicos para Prado | Dados climatológicos para Prado | Dados climatológicos para Prado | Dados climatológicos para Prado | Dados climatológicos para Prado | Dados climatológicos para Prado | Dados climatológicos para Prado | Dados climatológicos para Prado | Dados climatológicos para Prado | Dados climatológicos para Prado | Dados climatológicos para Prado |
| Mês                             | Jan                             | Fev                             | Mar                             | Abr                             | Mai                             | Jun                             | Jul                             | Ago                             | Set                             | Out                             | Nov                             | Dez                             | Ano                             |
| ------------------------------- | ------------------------------- | ------------------------------- | ------------------------------- | ------------------------------- | ------------------------------- | ------------------------------- | ------------------------------- | ------------------------------- | ------------------------------- | ------------------------------- | ------------------------------- | ------------------------------- | ------------------------------- |
| Temperatura máxima média (°C)   | 28,4                            | 28,8                            | 28,7                            | 27,8                            | 26,5                            | 25,4                            | 24,7                            | 24,9                            | 25,6                            | 26,5                            | 27                              | 27,9                            | 26,9                            |
| Temperatura média (°C)          | 26                              | 26,4                            | 26,3                            | 25,6                            | 24,4                            | 23,4                            | 22,7                            | 22,8                            | 23,5                            | 24,3                            | 24,9                            | 25,6                            | 24,7                            |
| Temperatura mínima média (°C)   | 24,2                            | 24,4                            | 24,3                            | 23,7                            | 22,6                            | 21,6                            | 21                              | 21                              | 21,8                            | 22,7                            | 23,2                            | 23,9                            | 22,9                            |
| Precipitação (mm)               | 80                              | 67                              | 120                             | 101                             | 96                              | 74                              | 71                              | 60                              | 63                              | 113                             | 158                             | 122                             | 1 125                           |
| Dias com chuva                  | 12                              | 12                              | 15                              | 15                              | 13                              | 12                              | 13                              | 11                              | 10                              | 12                              | 13                              | 12                              | 150                             |
| Umidade relativa (%)            | 79                              | 78                              | 79                              | 79                              | 77                              | 77                              | 76                              | 74                              | 73                              | 75                              | 79                              | 80                              | 77                              |
| Fonte: Climate-Data.org         |                                 |                                 |                                 |                                 |                                 |                                 |                                 |                                 |                                 |                                 |                                 |                                 |                                 |

## Demografia
Em 2022, a população foi estimada em 35 003 habitantes pelo censo daquele ano, realizado pelo Instituto Brasileiro de Geografia e Estatística (IBGE). Em 2010, a população era de 27 627 habitantes. Segundo o censo de 2010, 13 990 habitantes eram homens (50,63% do total) e 13 637 habitantes mulheres (49,36%). Ainda segundo o mesmo censo, 15 474 habitantes viviam na zona urbana (56,01%) e 12 153 na zona rural (43,98%). Da população total em 2010, 8 620 habitantes (31,2%) tinham menos de 15 anos de idade, 17 322 habitantes (62,7%) tinham de 15 a 64 anos e 1 685 pessoas (6,1%) possuíam mais de 65 anos, sendo que a esperança de vida ao nascer era de 72,03 anos. O Índice de Desenvolvimento Humano Municipal (IDH-M), de 0,621, era o 84º maior da Bahia.
Segundo o censo do IBGE de 2010, 9,2% das crianças de 10 a 13 anos trabalhavam no município, sendo 21,1% dos meninos dessa faixa etária e 8,5% das meninas. Na faixa entre 14 e 15 anos a porcentagem sobe para 21%. O setor que mais emprega esses grupos de idade é a agropecuária. No mesmo ano, a população pradense era composta por 17 294 pardos (62,6% do total), 4 173 negros (15,1%), 3 741 brancos (13,54%), 2 175 indígenas (7,87%) e 245 amarelos (0,89%). O município possui a quinta maior população indígena da Bahia e existem 15 aldeias de índios, segundo o IBGE. Quanto às religiões, 17 368 são católicos (62,87%), 5 962 evangélicos (21,58%), 929 Testemunhas de Jeová (3,36%), 180 espíritas (0,65%), 2 820 pessoas sem religião (10,21%) e os 1,33% restantes possuíam outras religiões além dessas ou não tinham religiosidade definida.

## Economia

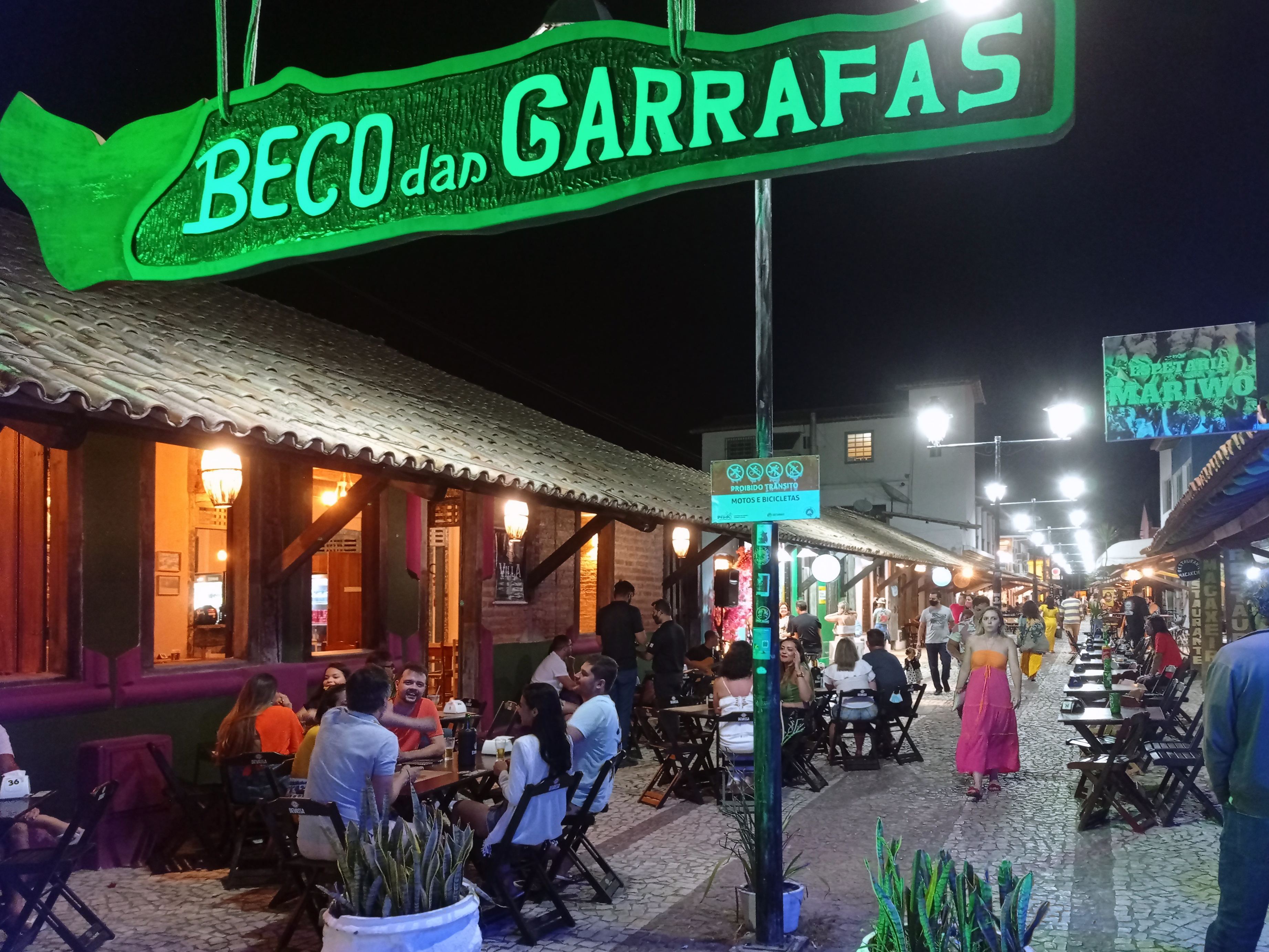
Movimento noturno no Beco das Garrafas

O Produto Interno Bruto (PIB) de Prado tem seu rendimento concentrado nos setores primário e terciário da macroeconomia, mas com participação significativa da cafeicultura, pesca, do comércio e do turismo. De acordo com dados do IBGE, relativos a 2020, o PIB do município era de R$ 488 298,39 mil. 23 415,45 mil eram de impostos sobre produtos líquidos de subsídios a preços correntes e o PIB per capita era de R$ 17 319,23. Em 2010, 69,80% da população maior de 18 anos era economicamente ativa, enquanto que a taxa de desocupação era de 9,66%.
A pecuária e a agricultura acrescentavam 148 432,77 mil reais na economia em 2020. Dentro da agricultura há de se destacar o café, sendo que Prado possuía, em 2019, a maior área ocupada pela cafeicultura entre os municípios do extremo sul baiano. A cultura possui uma participação importante na economia do município e é uma fonte de renda relevante da agricultura familiar. O café representou a maior parte da produção da lavoura permanente municipal em toneladas em 2022, com um total de 19 529 t produzidas, seguido do mamão (9 767 t), da banana (3 080 t) e do maracujá (1 867 t). Ao mesmo tempo, os cultivos temporários mais representativos foram a mandioca (3 073 t), a melancia (791 t) e a cana-de-açúcar (656 t). Com relação à pecuária, destaca-se a bovinocultura, com 9 021 mil litros de leite produzidos em 2022. A pesca é outra fonte de emprego e renda, principalmente em comunidades do litoral, com a contabilização de duas mil toneladas de pescado por ano, o que representa um terço da região.

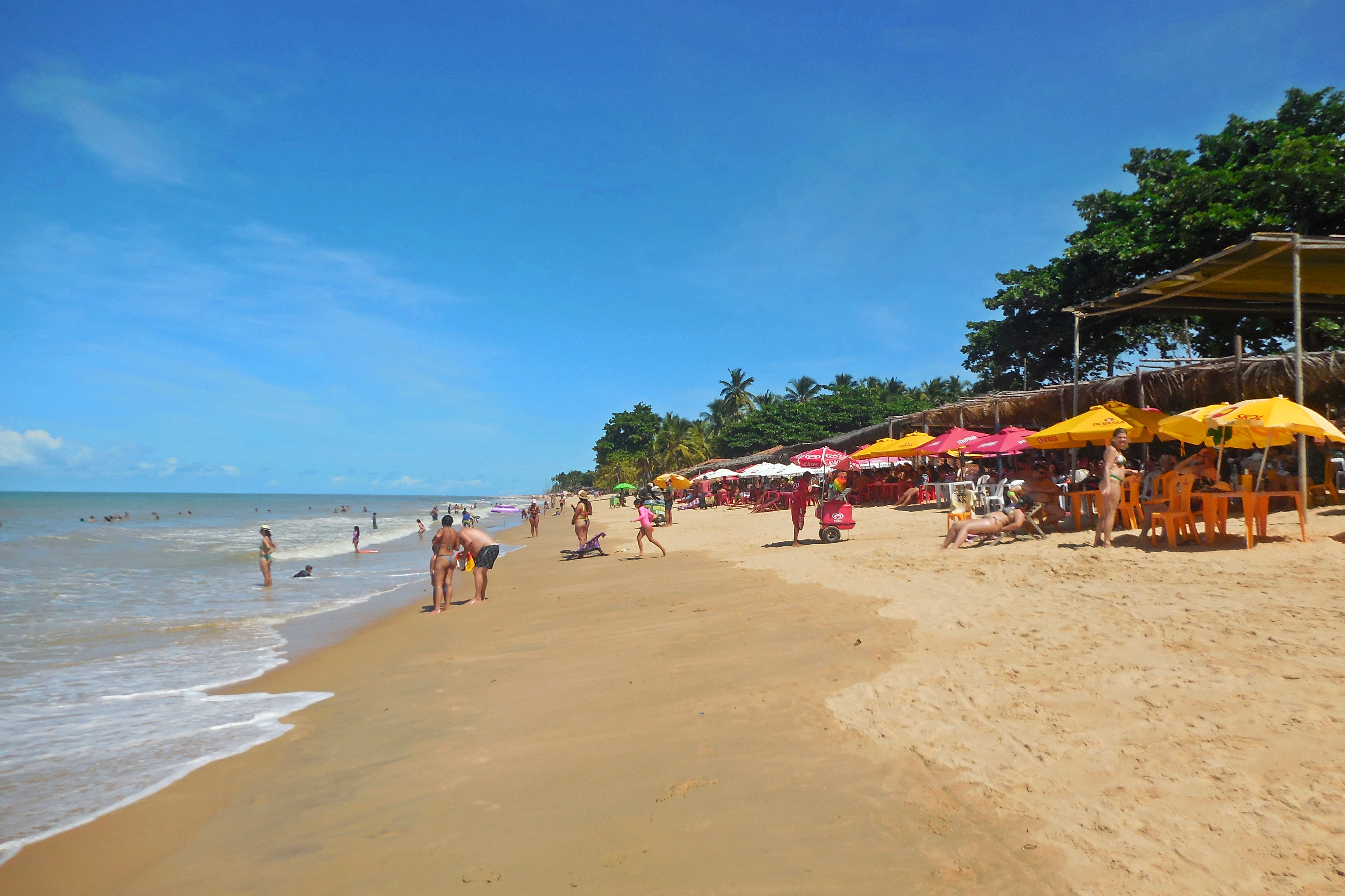
Turistas na Praia Novo Prado

Em 2022, 10 701 hectares do município eram cobertos pela monocultura do eucalipto. Prado possui áreas de cultivo de eucalipto destinado à produção de celulose da Suzano Papel e Celulose. Além da atuação da indústria madeireira, o setor industrial possui participação da fabricação de produtos oriundos da produção agropecuária, como abate e manipulação de carne. A indústria acrescentava 35 558,03 mil reais do Produto Interno Bruto municipal em 2020.
Em 2020, 157 099,27 mil reais do PIB municipal eram do valor adicionado bruto do setor de serviços e 123 792,88 mil reais do valor adicionado da administração pública. A atividade comercial de Prado apresenta ligação com a produção agropecuária, haja vista a demanda de comercialização. Além disso, a existência de atrativos culturais e naturais, sobretudo as praias, possibilitam a exploração do turismo como fonte de renda fundamental para o município. A circulação de turistas contribui diretamente com o giro de capital no comércio local. Há uma rede de hotéis, pousadas, restaurantes e bares estruturada a fim de atender à demanda de turistas.

## Infraestrutura

### Saúde e educação

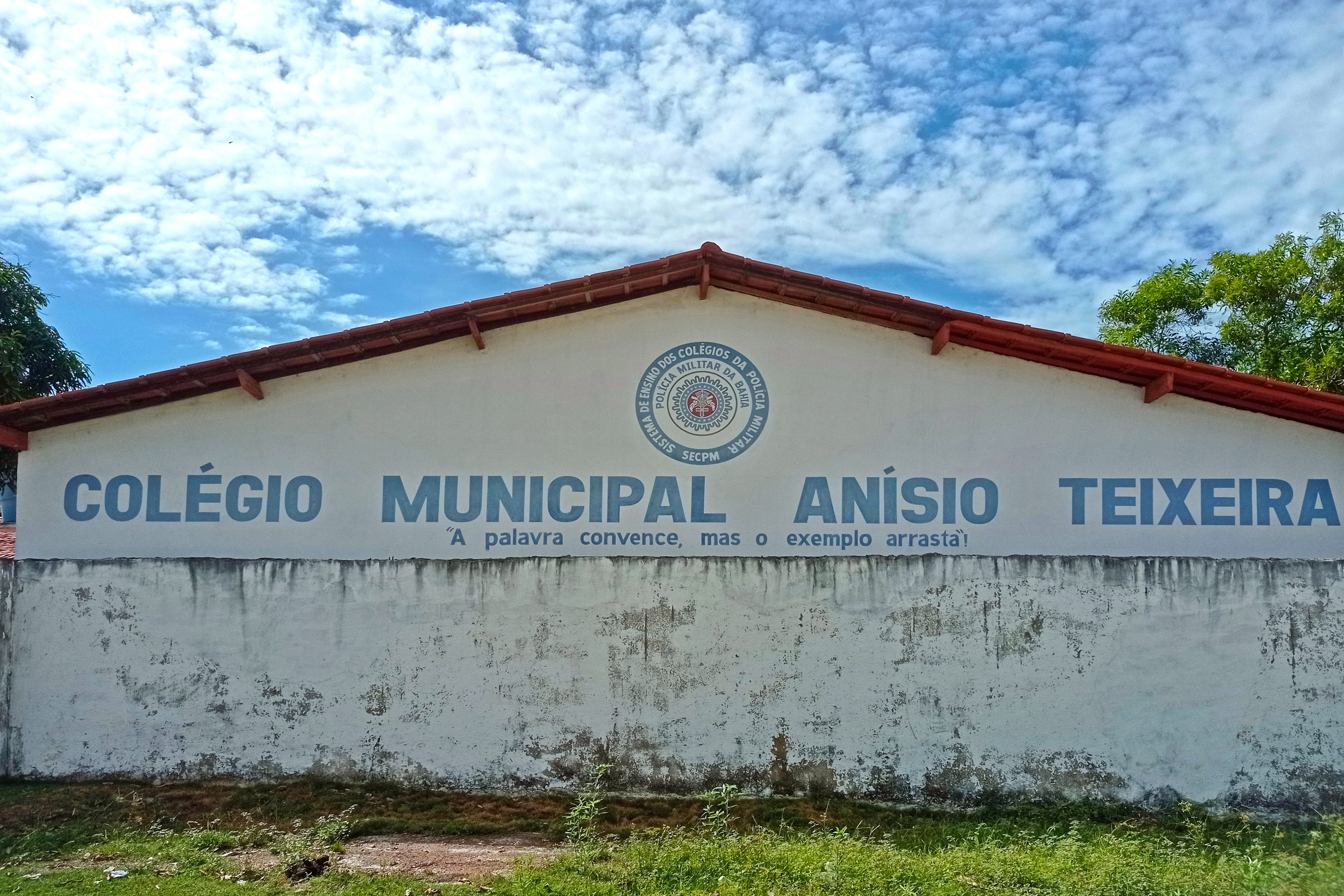
Colégio Municipal Anísio Teixeira

A rede de saúde de Prado inclui 12 unidades básicas de saúde, um hospital geral e um Centro de Atenção Psicossocial (CAPS), segundo informações de 2018. Em 2020, foram registrados 241 óbitos por morbidades, dentre os quais as doenças do sistema circulatório representaram a maior causa de mortes (18,67%), seguida pelos tumores (16,60%). Ao mesmo tempo, foram registrados 521 nascidos vivos, sendo que o índice de mortalidade infantil no mesmo ano foi de 15,36 óbitos de crianças menores de um ano de idade a cada mil nascidos vivos.
Em 2010, 94,32% das crianças com faixa etária entre cinco e seis anos estavam matriculadas na educação infantil, ao mesmo tempo que 77,15% da população de 11 a 13 anos cursavam as séries finais do ensino fundamental. Contudo, da população de 15 a 17 anos, 37,56% haviam finalizado o ensino fundamental, enquanto 20,23% dos residentes de 18 e 20 anos tinham terminado o ensino médio. Os habitantes tinham uma expectativa média de 8,53 anos de estudo, enquanto 25,78% das pessoas com 25 anos de idade ou mais eram analfabetas. Dentre essa faixa etária, 32,67% tinham completado o ensino fundamental, 21,84% o ensino médio e 4,37% o ensino superior. Já em 2021, havia 8 554 matrículas nas instituições de educação infantil e ensinos fundamental e médio da cidade.
| Ensino pré-escolar | 1 747 | 111 | 26 |
| Ensino fundamental | 5 190 | 321 | 33 |
| Ensino médio       | 1 617 | 125 | 11 |

### Habitação e serviços

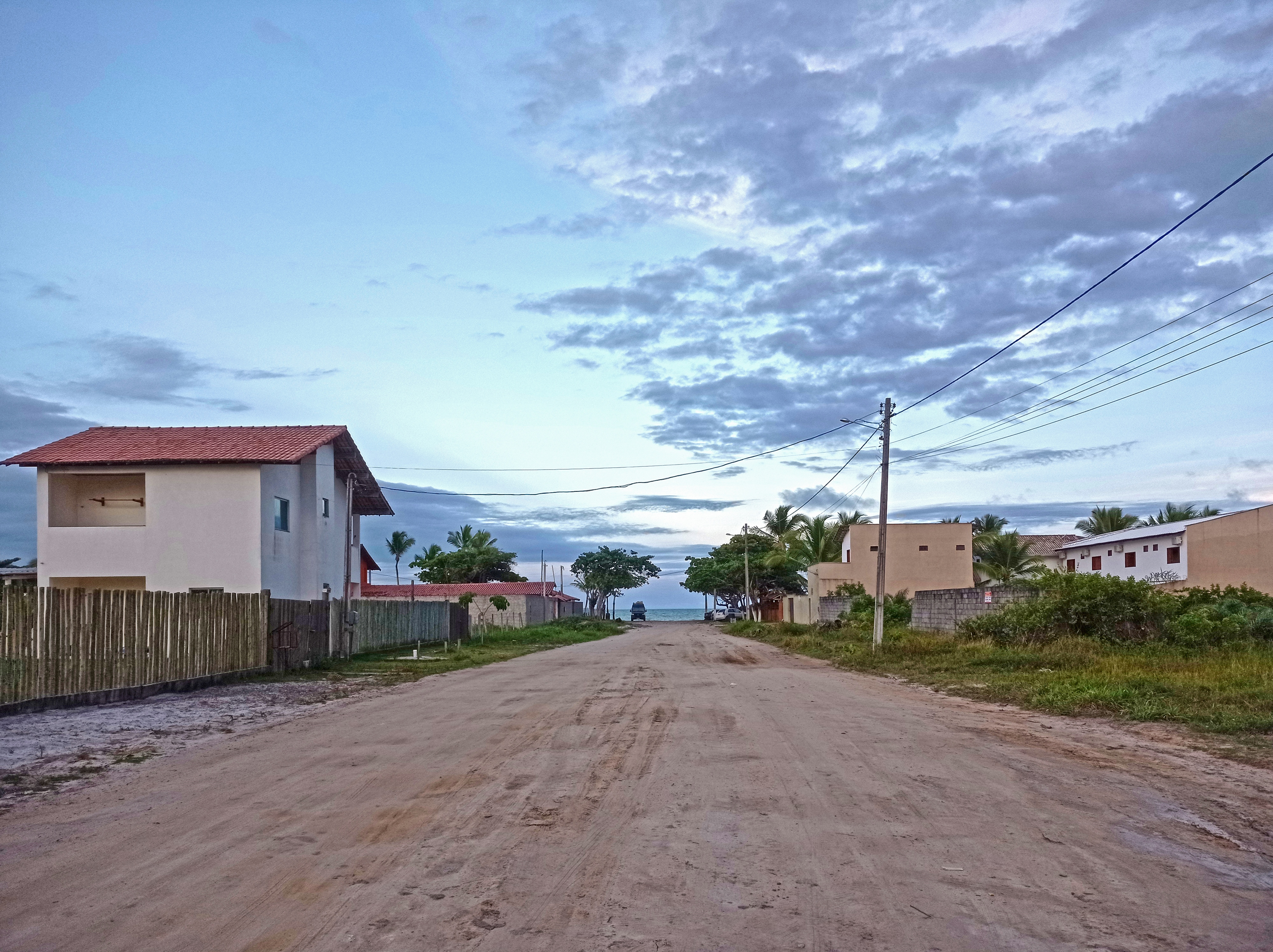
Rua no bairro Nova Prado

No ano de 2010, a cidade tinha 7 559 domicílios particulares permanentes. Desse total, 7 438 eram casas, 83 eram casas de vila ou em condomínio, 26 eram apartamentos e 12 eram habitações em casa de cômodos ou cortiços. Do total de domicílios, 5 440 são imóveis próprios (5 322 já quitados e 118 em aquisição), 1 309 foram cedidos (631 cedidos por empregador e 678 cedidos de outra forma), 747 foram alugados e 63 foram ocupados sob outra condição. No mesmo ano, 4 814 domicílios eram atendidos pela rede geral de abastecimento de água (64,72% do total), em 1 588 (21,35% deles) o abastecimento de água era feito por meio poços e/ou nascentes na própria propriedade, em 677 (9,1%) por meio de poços e/ou nascentes de outras propriedades e os demais se abasteciam de outras formas. As principais fontes de captação que abastecem o município são os rios do Campinho e Jucuruçu.
Também em 2010, 7 037 domicílios (94,6% do total) possuíam abastecimento de energia elétrica; 6 238 (83,87%) possuíam banheiros para uso exclusivo das residências; e 5 243 (70,49% deles) eram atendidos pelo serviço de coleta de lixo. Segundo informações da Agência Reguladora de Saneamento Básico do Estado da Bahia (AGERSA), não existia serviço de tratamento de esgoto na cidade em 2016. Do total de domicílios que possuíam banheiro e/ou sanitário, 6,64% utilizavam a rede geral para o lançamento de efluentes, 9,32% fossas sépticas e 84,04% o faziam de outras maneiras. O código de área (DDD) é 073 e o Código de Endereçamento Postal (CEP) da cidade vai de 45980-000 a 45984-999. O serviço postal é atendido por uma agência da Empresa Brasileira de Correios e Telégrafos funcionando na sede municipal.

### Transportes

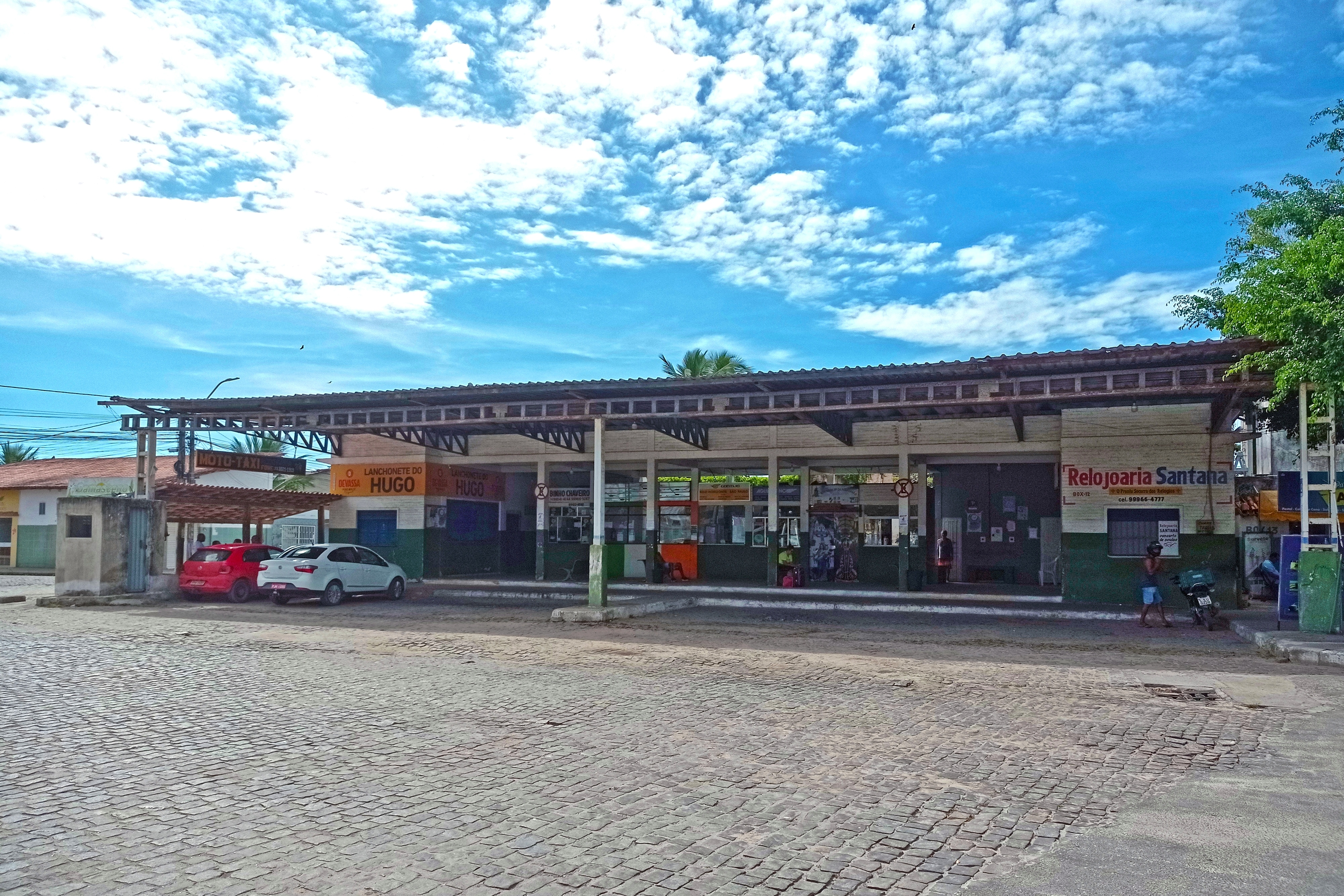
Terminal Rodoviário de Prado

A frota municipal no ano de 2022 era de 6 411 veículos, sendo 2 522 motocicletas, 2 105 automóveis, 634 caminhonetes, 545 motonetas, 149 caminhões, 149 reboques, 129 caminhonetas, 66 ônibus, 34 utilitários, 28 micro-ônibus, 15 ciclomotores, 14 semirreboques, 12 caminhões-trator, sete triciclos e dois classificados como outros tipos de veículos. A principal rodovia que atende Prado é a BA-489 (planejada como rodovia federal BR-489), que é uma rodovia estadual pavimentada e liga a cidade à BR-101. O município também é intercedido pela BA-001, que permite o acesso a Alcobaça através de um trecho pavimentado a sul da zona urbana. A norte da cidade, a BA-001 acompanha parte do litoral em uma estrada sem pavimentação que serve como acesso a várias praias e localidades rurais, inclusive ao distrito de Cumuruxatiba.
Prado possui um terminal rodoviário que atende à demanda dos moradores e turistas. Além de linhas intermunicipais e interestaduais, há uma linha de ônibus que liga o Centro de Prado a Cumuruxatiba. O município também conta com um aeródromo público reconhecido pela Agência Nacional de Aviação Civil (ANAC) localizado a 8 km do Centro. Sua pista é asfaltada e possui 1 200 m de comprimento por 30 m de largura, atendendo aviões de pequeno porte de voos fretados e transporte médico. Essa pista de pouso também é utilizada por municípios próximos, como Alcobaça e Itamaraju. O transporte hidroviário, por sua vez, existe tanto para atender à atividade pesqueira como para passeios turísticos.

## Turismo

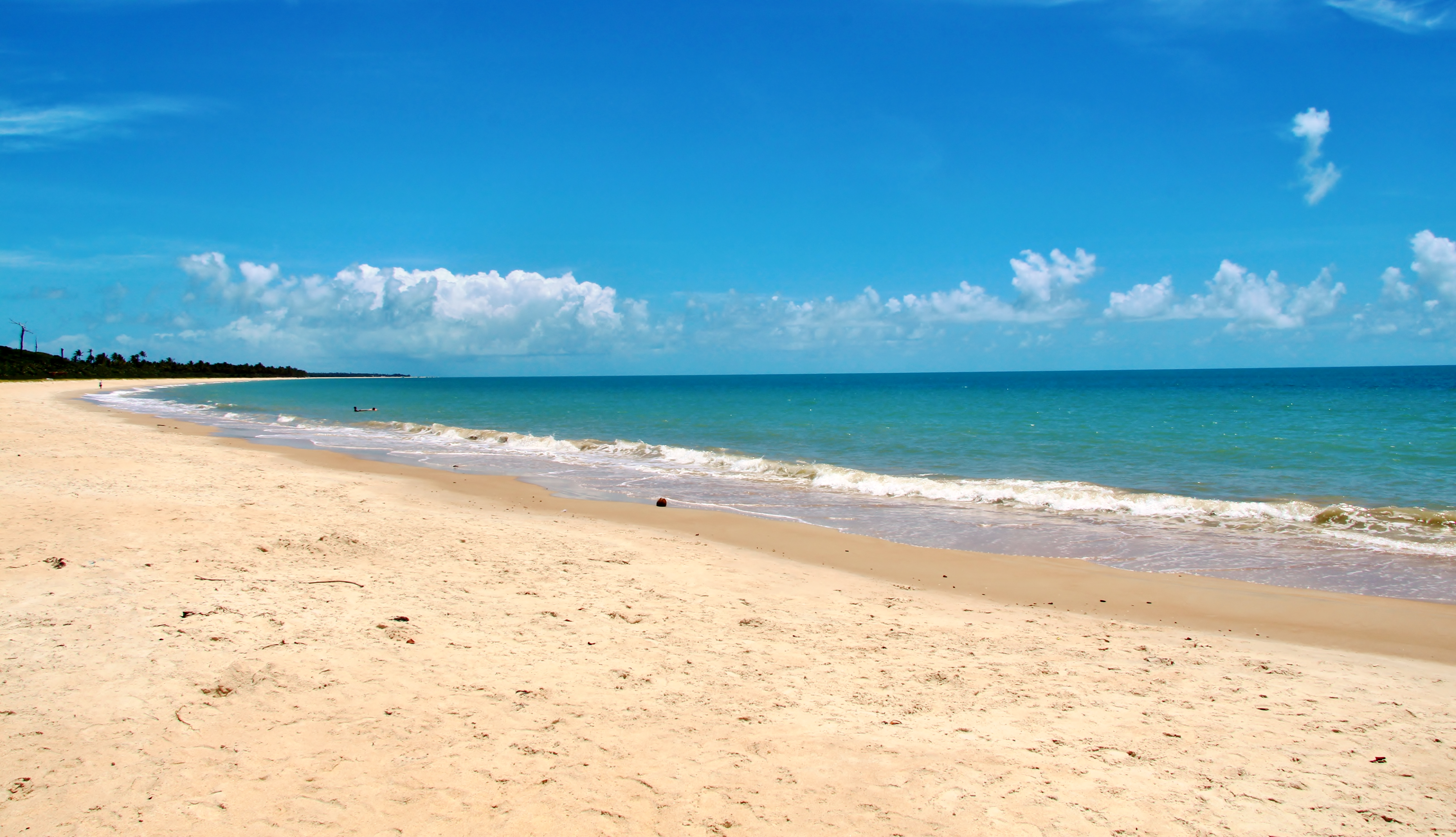
Praia de Corumbau

O litoral de Prado possui diversas praias que fazem do município um importante destino turístico, incluindo o distrito de Cumuruxatiba. Em vários trechos as águas são cristalinas com tons que variam entre azul e verde, com a presença de falésias e de vegetação preservada. A norte de Cumuruxatiba se encontra a Barra do Cahy, que foi considerada como a "primeira praia do Brasil" em 2017. Isso se deve a Pedro Álvares Cabral ter feito uma parada de 40 horas na foz do rio Cahy antes de ancorar em Porto Seguro em 1500.
O município integra a zona turística da Costa das Baleias, sendo um dos melhores pontos de observação de baleias-jubarte no mundo. O período de julho a novembro é o mais propício à visualização desses animais, época em que elas procuram as águas mais quentes, como as encontradas na região, para o acasalamento. Para vê-las é necessário pegar barcos em Prado, Cumuruxatiba ou Corumbau.
Os bares e restaurantes também se configuram como atrativos de Prado. O Beco das Garrafas concentra alguns dos principais da cidade, sendo também palco de apresentações culturais e musicais ao vivo. O Festival Gastronômico reúne bares e restaurantes de todo o município que disputam o preparo dos melhores pratos.
Outros atrativos da cidade incluem a Igreja Matriz de Nossa Senhora da Purificação, que guarda resquícios do barroco de sua edificação original, datada do século XVIII; o Palácio do Turismo; e os ateliês de artesanato. Dentre os eventos se destacam a festa da padroeira, Nossa Senhora da Purificação, por ocasião de seu dia comemorativo (2 de fevereiro); e o carnaval, com desfiles de blocos e foliões fantasiados e marchinhas.

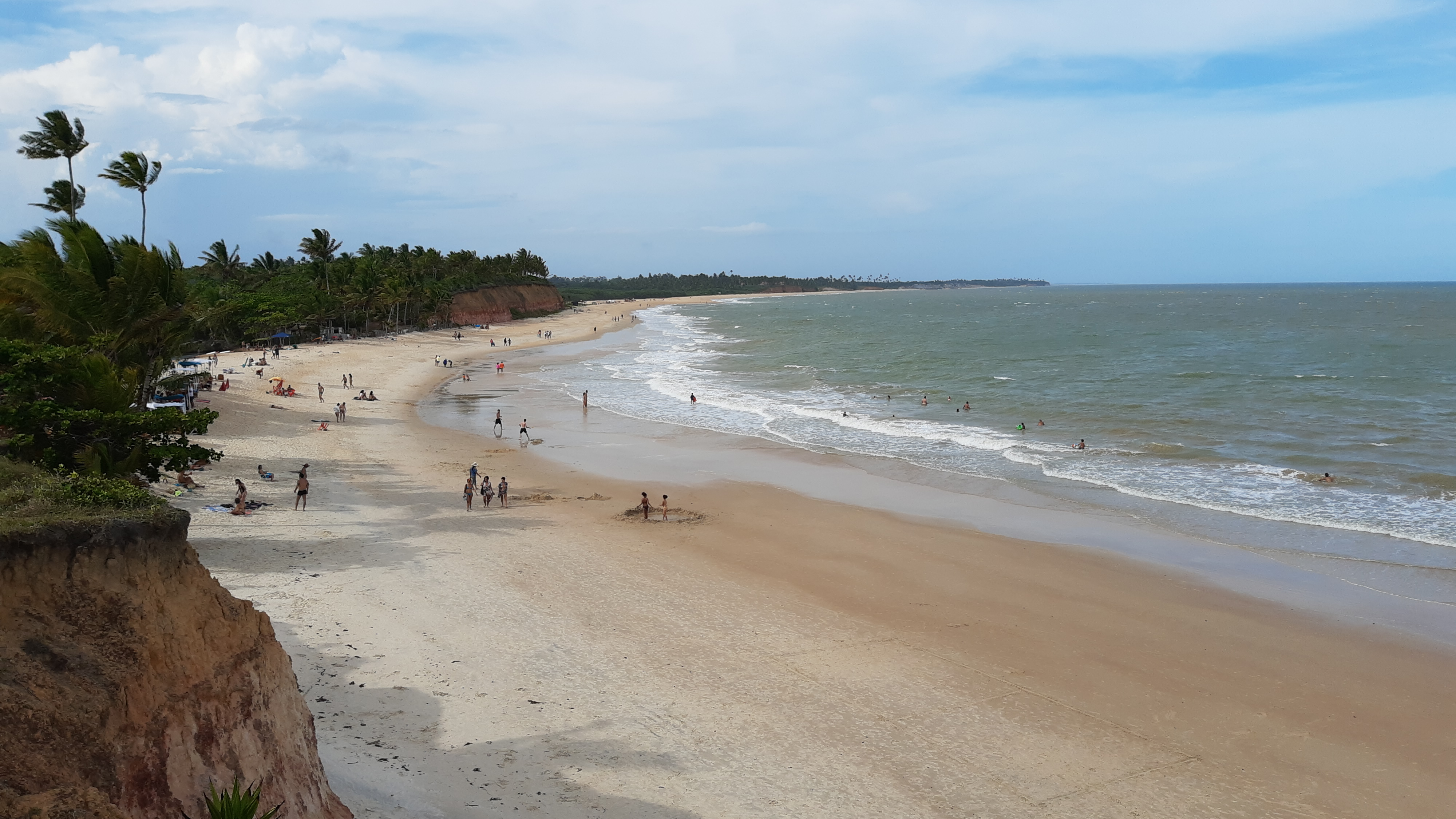
Praia da Barra do Cahy
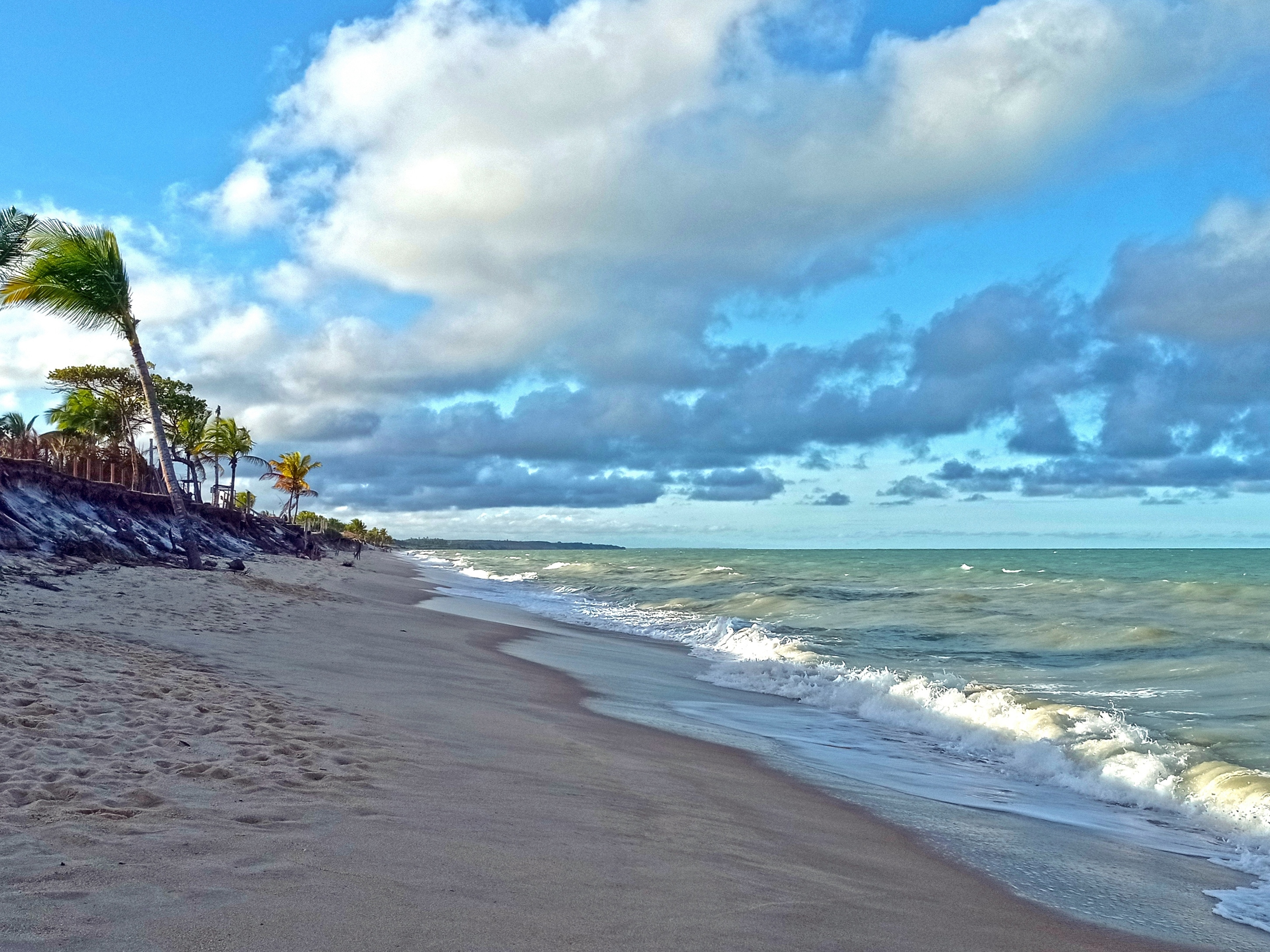
Trecho da Praia de Novo Prado
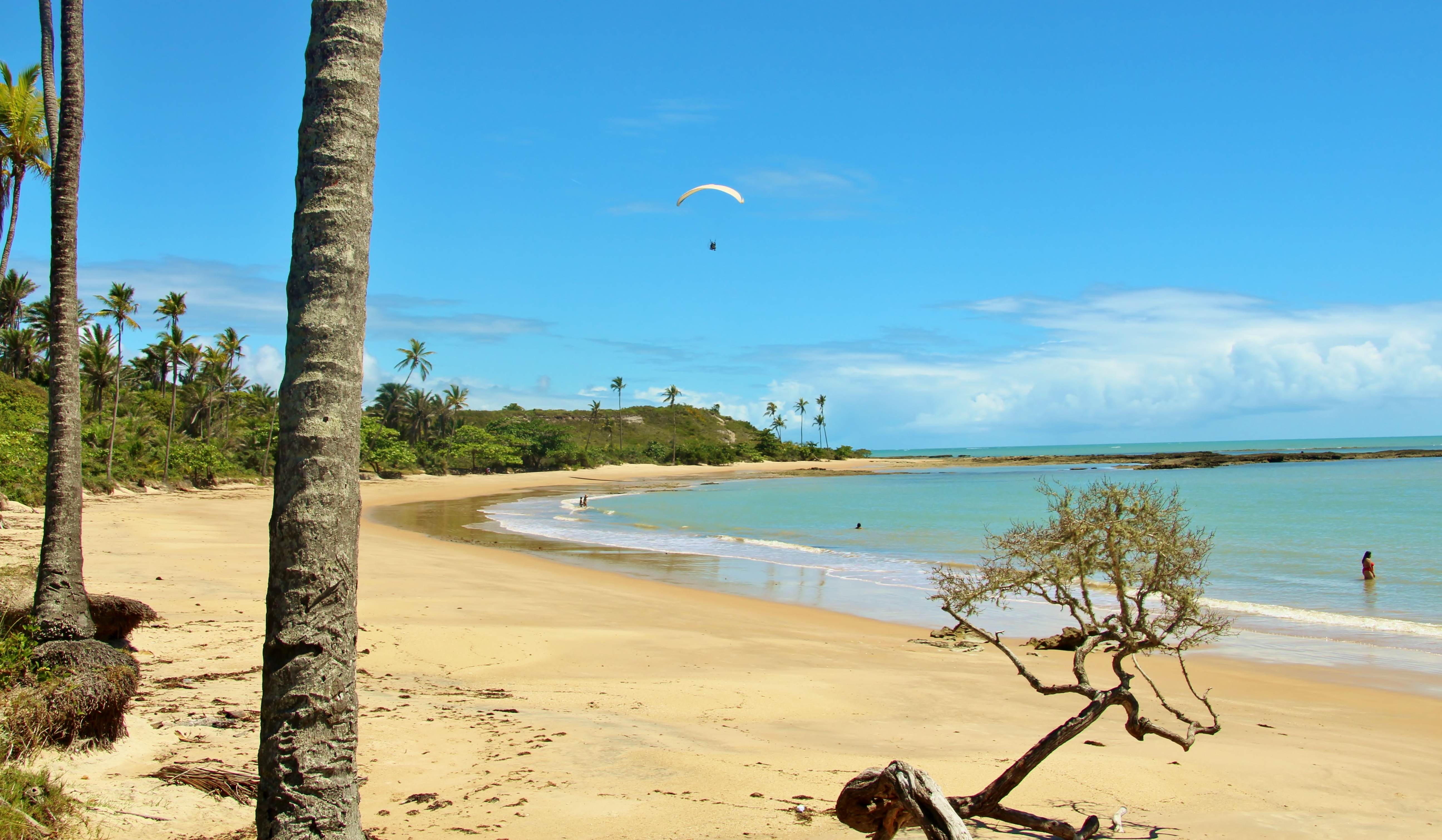
Uma vista da Praia do Moreira
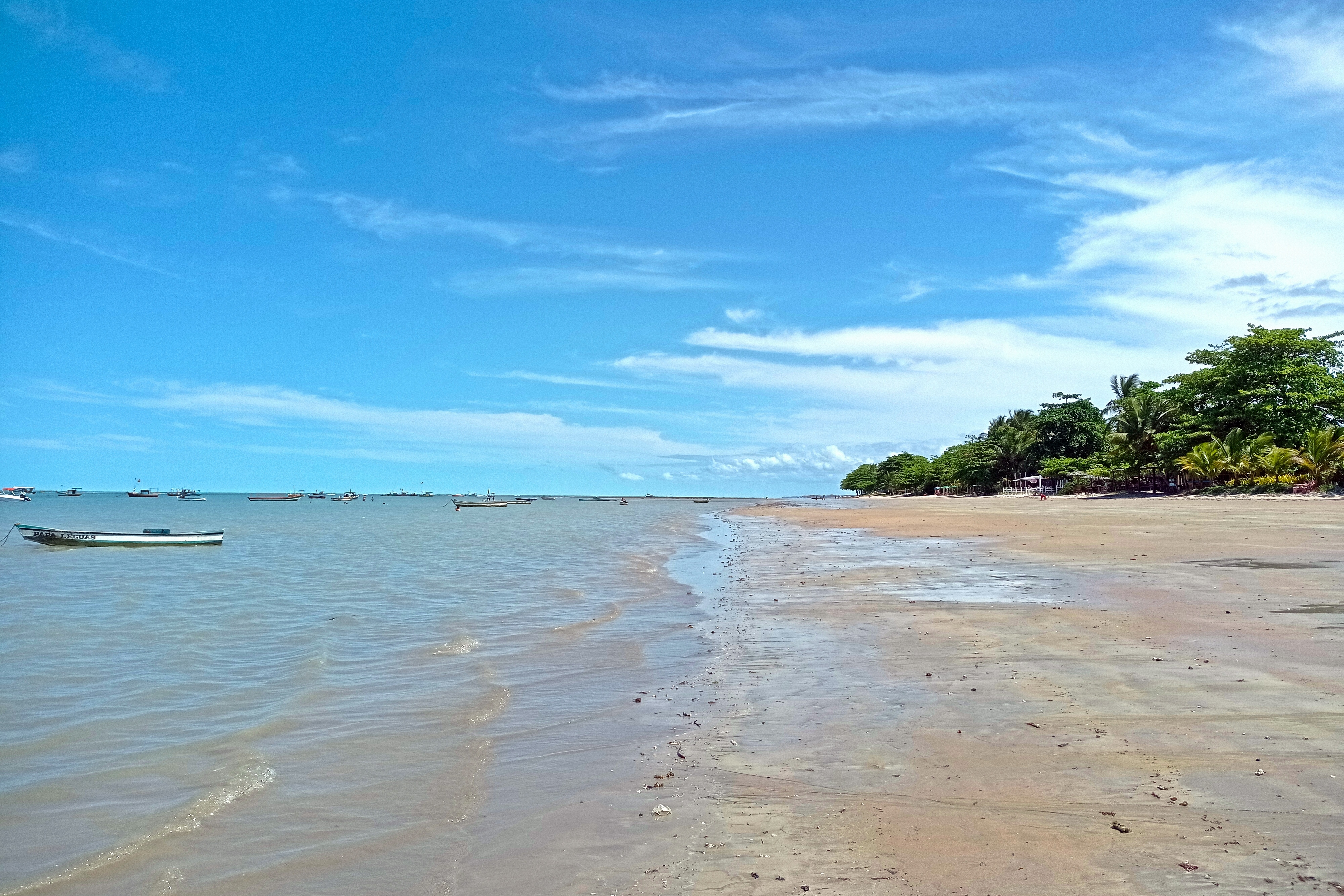
Praia do Centro em Cumuruxatiba